# Emily Carroll

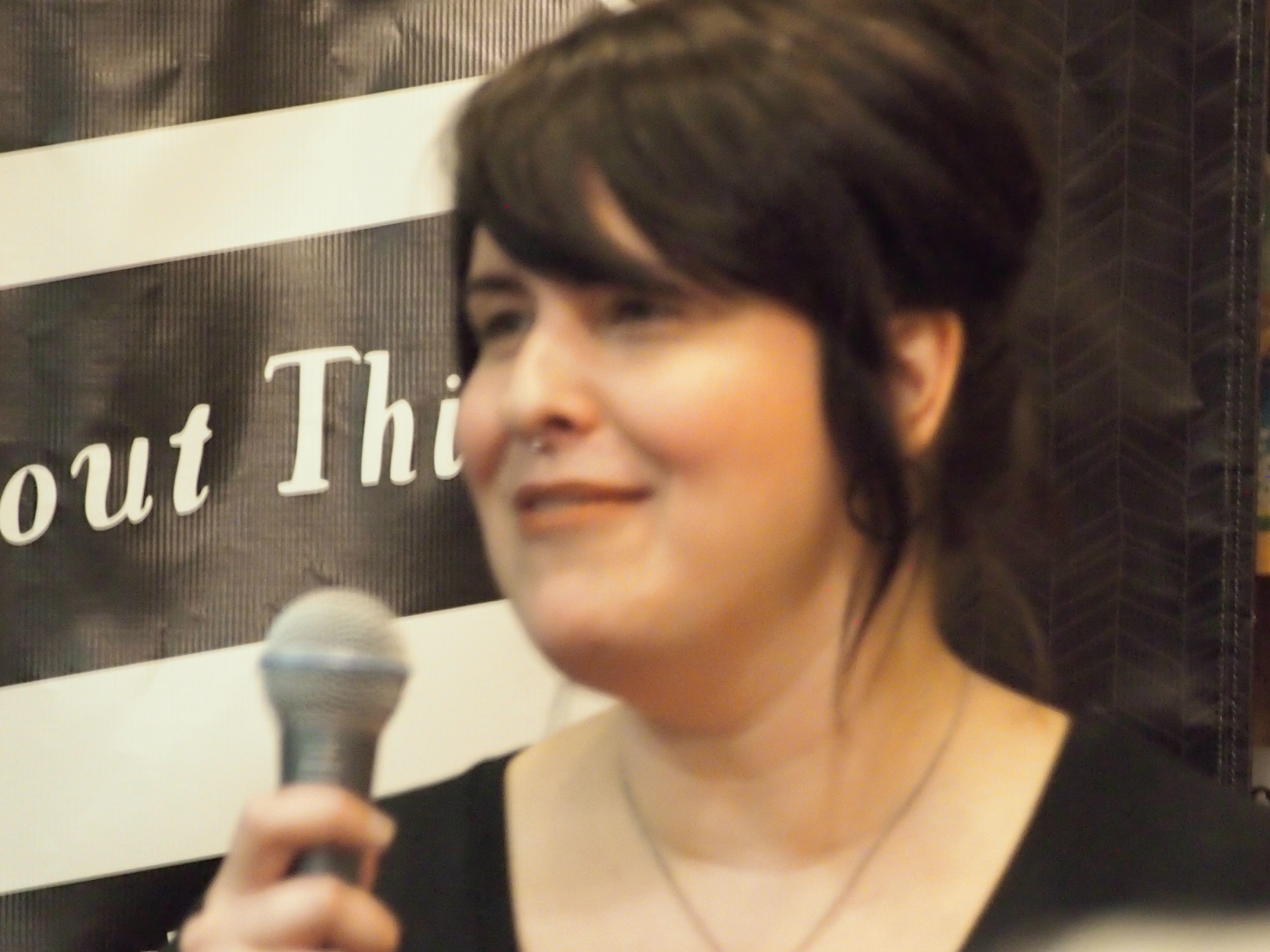
Emily Carroll 2018

Emily Carroll (* 1983 in London, Ontario) ist eine kanadische Comic-Künstlerin und Illustratorin.

## Biographie
Emily Carroll wurde im Juni 1983 in London im kanadischen Bundesstaat Ontario geboren, wo sie auch aufwuchs. Sie studierte Animation am Sheridan College Institute of Technology and Advanced Learning in Ontario. Nach ihrem Abschluss zog sie nach Vancouver um.
Carroll begann erst im Jahr 2010 damit, Comics zu zeichnen. Ihren ersten Webcomic The Hare's Bride brachte sie im gleichen Jahr heraus. Bereits mit ihrem dritten Webcomic konnte sie erste Erfolge verbuchen. His Face All Red wurde nach der Veröffentlichung am 31. Oktober 2010 zum viralen Internetphänomen. Der Protagonist der Geschichte stand schon immer im Schatten seines älteren Bruders. Als eine mysteriöse Kreatur das Dorf zu terrorisieren beginnt, melden sich die beiden Brüder freiwillig, um Jagd auf das Biest zu machen. Sie können das Monster töten, aber nur der jüngere Bruder kehrt lebend zurück. Eine Woche später taucht aber auch der tote Bruder wieder auf. Da der junge Bruder ihn selbst ermordet hat, weiß er sicher, dass der ältere Bruder tot ist.
Carrolls erster gedruckter Comic Through the Woods erschien im Jahr 2014 bei Simon & Schuster und wurde mehrfach ausgezeichnet. Die Ausgabe sammelt fünf Kurzgeschichten der Comic-Künstlerin, die im Horror-Genre angesiedelt sind. Außer bei His Face All Red, das bereits als Webcomic erschien, handelt es sich um exklusive Kurzgeschichten. In Our Neighbor’s House bleiben drei Schwestern auf sich alleine gestellt, nachdem ihr Vater im Wald verschwindet. Als sie nicht länger warten wollen, gehen sie in ihrem Wohnhaus von Tür zu Tür, wobei ein Mädchen nach dem anderen verschwindet. A Lady's Hands Are Cold erzählt die Geschichte einer jungen Frau, die aufgrund einer arrangierten Ehe in ein großes Anwesen umziehen muss. Unmittelbar nach ihrer Ankunft hört sie hinter den Wänden und unter den Bodendielen traurige Lieder.
Gemeinsam mit Damian Sommer erschuf Carroll das Independent-Videospiel The Yawhg. Das Rollenspiel für bis zu vier Spieler erschien am 30. Mai 2013 für Windows. Die Zusammenarbeit ging aus dem Kunstprojekt TIFF Nexus hervor. Das Projekt organisiert kreative Zusammentreffen, bei dem „Jam“ Comics vs. Games brachten die Veranstalter Comic-Künstler und unabhängige Spieleentwickler zusammen. Für Carroll war es ihre erste Arbeit an einem Computerspiel, sie trug Illustrationen und Text bei. Für das am 15. August 2013 veröffentlichte Adventure-Videospiel Gone Home steuerte Carroll ebenfalls Illustrationen bei.
Carroll lebt und arbeitet in Stratford. Sie ist mit der Künstlerin Kate Craig verheiratet.

## Veröffentlichungen (Auswahl)
- Spera Volume 1 zusammen mit Josh Tierney (Text). Simon & Schuster, New York 2012, 176 Seiten, farbig, Softcover, ISBN  978-1-936393-30-5.
- Through the Woods. Simon & Schuster, New York 2014, 208 Seiten, farbig, Softcover, ISBN 978-1-4424-6596-1.
- Beneath the Dead Oak Tree. Shortbox, Yorkshire 2018, 28 Seiten, farbig, Softcover mit Rückendrahtbindung.
- Speak: The Graphic Novel. Adaption nach dem Roman Speak von Laurie Halse Anderson, Farrar, Straus and Giroux, New York 2018, 392 Seiten, schwarz-weiß, ISBN 978-0-374-30028-9.
- When I Arrived at the Castle. Koyama Press, Toronto 2019, 72 Seiten, vierfarbig, Trade Paperback, ISBN 978-1-927668-68-9.

## Auszeichnungen
- 2011: Joe Shuster Award für His Face All Red, Dream Journals, The Death of José Arcadio, Out the Door und The Hare’s Bride in der Kategorie „Outstanding Web Comics Creator(s) / Créateur(s) Exceptionnel de Bandes Dessinées Web“[11]
- 2012: Joe Shuster Award für Margot’s Room in der Kategorie „Outstanding Web Comics Creator(s) / Créateur(s) Exceptionnel de Bandes Dessinées Web“[12]
- 2014: Doug Wright Award für Out of Skin in der Kategorie „Pigskin Peters Award“[13]
- 2015: Eisner Award für When the Darkness Presses in der Kategorie „Best Short Story (Beste Kurzgeschichte)“
- 2015: Eisner Award für Through the Woods in der Kategorie „Best Graphic Album: Reprint (Bester nachgedruckter Graphic Novel)“
- 2015: Ignatz Award für Through the Woods in der Kategorie „Outstanding Artist“
- 2015: British Fantasy Award für Through the Woods in der Kategorie „Comic / Graphic Novel“
- 2015: The Kitschies zusammen mit Sonja Chaghatzbanian für Through the Woods in der Kategorie „Inky Tentacle (Beste Cover und Illustrationen)“